# BSV 07 Schwenningen
Pour les articles homonymes, voir BSV.
Maillots
Le  BSV 07 Schwenningen  est un club allemand de football localisé à Villingen-Schwenningen dans le Bade-Wurtemberg.
Le club tire son nom actuel d’une fusion, survenue en 1974, entre le VfR Schwenningen et le SC Schwenningen.

## Repères historiques
- 1907 – 01/12/1907, fondation du FUSSBALL CLUB 07 SCHWENNIGEN.
- 1908 – fondation du FUSSBALL CLUB VIKTORIA 08 SCHWENNINGEN.
- 1922 – fusion du FUSSBALL CLUB 07 SCHWENNIGEN avec le FUSSBALL CLUB VIKTORIA 08 SCHWENNINGEN pour former le VEREIN für RASENSPORT SCHWENNINGEN.
- 1925 – fondation du SPORT-CLUB SCHWENNINGEN.
- 1945 - dissolution du VEREIN für RASENSPORT SCHWENNINGEN et du SPORT-CLUB SCHWENNINGEN par les Alliés.
- 1946 - reconstitution sous le nom de VEREIN für LEIBENSÜBUNGEN SCHWENNINGEN.
- 1950 - VEREIN für LEIBENSÜBUNGEN SCHWENNINGEN se scinda, le SPORT-CLUB 1925 SCHWENNINGEN (04/03/1950) et le VEREIN für RASENSPORT SCHWENNINGEN (18/05/1950) reprirent des routes distinctes.
- 1974 - fusion du VEREIN für RASENSPORT SCHWENNINGEN avec le SPORT-CLUB 1925 SCHWENNINGEN pour former le BALSPIELVEREIN 07 SCHWENNINGEN.
- 1976 - BALSPIELVEREIN 07 SCHWENNINGEN évolua une saison en 2. Bundesliga.

## Histoire
Les premiers clubs de la localité furent le FC 07 Schwenningen (fondé le 1er décembre 1907) et le FC Viktoria 08 Schwenningen.
En 1922, ces deux clubs mirent leurs vieilles rivalités de côté et fusionnèrent pour former le Verein für Rasensport Schwenningen (ou VfR Schwenningen).
En 1937, ce club accéda à la Gauliga Württemberg, une des seize ligues formées selon les exigences du régime nazi dès son arrivée au pouvoir en 1933. Le VfR Schwenningen termina 10e et dernier et fut donc relégué.
Après la Seconde Guerre mondiale, le VfR Schwenningen et le SC Schwenningen furent dissous par les Alliés, comme tous les clubs et associations allemands (voir Directive n°23).
En 1946, les membres des anciens clubs s’unirent reconstituèrent un cercle qui fut dénommé VfL Schwenningen. La Directive n°23 stipulait que les anciennes appellations, employées sous le régime nazi, étaient interdites
En 1947, le VfL Schwenningen fut un des fondateurs de l’Oberliga Sud-Ouest, Groupe Sud. Le club y trois saisons. En 1950, le cercle fut reversé dans la région Sud.
À la fin de l’année 1950, le VfL Schwenningen se scinda. Les deux anciens clubs, le VfR Schwenningen et le SC Schwenningen reprirent des routes distinctes. Les deux équipes furent placées en Amateurliga Württemberg (équivalent niveau3), mais en 1951 le SC dut glisser en Landesliga Württemberg (équivalent niveau 4), en raison du statut de ses joueurs.
Durant l’essentiel des années 1950, le VfR joua en Amateurliga Württemberg. En 1952, il fut sacré Champion d’Allemagne Amateur, en battant le SC Cronenberg (5-2), en finale à Ludwigshafen.
En 1958, les deux clubs de Villingen-Schwenningen se retrouvèrent ensemble dans la plus haute division régionale, nouvellement formée, la Schwarzwald-Bodenseeliga (niveau 3). Les deux derbies se terminèrent par un partage blanc (0-0) au premier tour et une courte victoire (2-1) du VfR au second.
Lors de la saison 1960-1961, le SC Schwenningen termina derrière le FC Hanau 93 lors du tour final pour la montée. Mais le 3 juin de la même année, une information rendit espoir au club. Le FC Hassfurt théoriquement promu ne recevrait pas la licence nécessaire pour monter en Regionalliga sud (équivalent D2). Mais finalement, la DFB statua en faveur d’Hassfurt et donc le SC Schwenningen ne monta pas. Sur la fin de la décennie, le club redescendit en Landesliga Württemberg (niveau 4).
En 1974, le VfR Schwenningen et le  SC Schwenningen fusionnèrent pour formere le Balspielverein 07 Schwenningen (ou BSV 07 Schwenningen). Le club évolua au 3e niveau.
En 1976, le club fusionné remporta la Schwarzwald-Bodenseeliga et gagna ainsi le droit de participer au tour final pour la montée au 2e niveau de la hiérarchie. Dans le groupe Bade-Wurtemberg, le BSV 07 termina en tête, à égalité de points avec le SpVgg Ludwigsburg devant le VfR Mannheim, et le FC 08 Villingen. Un test-match dut être disputé. BSV 07 Schwenningen s’imposa (4-0) et monta en 2. Bundesliga Süd.
En 2. Bundesliga, le bilan du BSV 07 fut fort faible: 20e et dernier avec 4 victoires et 7 partages en 38 rencontres, et une différence totale de buts de 31 à 102. Le club redescendit aussi avec une solide ardoise de dettes.
Le BSV 07 Schwenningen resta dans la Verbandsliga Württemberg (niveau 3). En 1978, le club termina 6e et manqua ainsi la possibilité d’être retenu pour la nouvelle Oberliga Württemberg, créée la saison suivante, comme Niveau 3 de la pyramide du football allemand. Le BSV 07 poursuivit donc en Verbandsliga Württemberg devenue niveau 4. En 1984, le cercle fut relégué en Landesliga Württemberg (niveau 5). 
Le club évolua depuis dans les ligues régionales.

## Palmarès
- Champion d’Allemagne Amateur: 1952.
- Champion de la Schwarzwald-Bodenseeliga: 1976.
- Champion de la Bezirksliga Shwarzwald: 2007
- Vainqueur de la Coupe du Wurtemberg: 1960.

### Palmarès SC Schwenningen
- Demi-finaliste de la Tshammer Pokal: 1935.
- Champion de la Schwarzwald-Bodenseeliga: 1961.